# جفری هاردینگ بیکر
جفری هاردینگ بیکر (انگلیسی: Geoffrey Baker; ۲۰ ژوئن ۱۹۱۲ – ۸ مهٔ ۱۹۸۰) فرد نظامی اهل بریتانیا بود. وی همچنین برندهٔ جوایزی همچون صلیب نظامی شده‌است.
وی از سال ۱۹۶۸ تا ۱۹۷۱ رئیس ستاد کل و فرمانده حرفه‌ای ارتش بریتانیا بود. او در جنگ جهانی دوم خدمت کرد و در جریان وضعیت اضطراری قبرس، مدیر عملیات و رئیس ستاد مبارزه در قبرس شد و بعدها در دوران حرفه‌ای خود، در مورد استقرار نیروها در ایرلند شمالی در آغاز ناآرامی‌ها، به دولت بریتانیا مشاوره داد.